# Gawra
Gawra (z rum. gaura) – zimowe legowisko niedźwiedzi, wykrot leśny lub jaskinia w miejscu niedostępnym i ukrytym. Jest to też miejsce, w którym na świat przychodzą młode niedźwiedzie. 
Legowisko dzienne niedźwiedzia nazywane jest barłogiem.